# فابیو جانواریو
فابیو دانیل جانوآریو (به پرتغالی: Fábio Daniel Januário) (زادهٔ ۳ سپتامبر ۱۹۷۹ در لوندرینا) یک بازیکن فوتبال برزیلی است. او در هفته پایانی لیگ برتر ایران در فصل ۸۷–۸۸ گل قهرمانی استقلال را به ثمر رساند و به همین خاطر از محبوبیت زیادی بین هواداران استقلال برخوردار است.
وی به دلیل پرداخت نشدن حقوقش در تیم استقلال به برزیل سفر کرد و پس از تأخیر زیاد در بازگشت در زمانی که به ایران برگشت مصدوم بود و در نتیجه به دلیل شدت مصدومیت باعث شد که قراردادش با استقلال فسخ شود.
او با وجود بدهی‌هایی که باشگاه استقلال باید به او پرداخت می‌کرد، هیچ وقت از این تیم شکایت نکرد.
زمانی که از او پرسیدند چرا از استقلال شکایت نمی‌کنی گفت: استقلال خانواده من است و هیچ‌کس از خانواده خودش شکایت نمی‌کند. رابطه من با هواداران استقلال میلیون‌ها دلار ارزش دارد.
جانواریو در نظرسنجی ۱۴۰۱ برنامه شب‌های فوتبالی به عنوان محبوب‌ترین بازیکن خارجی تاریخ استقلال انتخاب شد.

## خداحافظی از فوتبال
او در تیر ماه ۱۳۹۲ در سن ۳۳ سالگی کفش‌های خود را آویخت و از دنیا فوتبال خداحافظی کرد.
آخرین بروزرسانی: ۸ تیر ۱۳۹۲
| تعداد فصل | تیم           | دستهٔ باشگاه | حضور در بازی | گل |
| --------- | ------------- | ----------- | ------------ | -- |
| ۹۸/۹۹     | کاسکاول       | ۱           | ۱۴           | ۶  |
| ۹۹/۰۰     | کاسکاول       | ۱           | ۱۹           | ۸  |
| ۰۰/۰۱     | کاسکاول       | ۱           | ۲۱           | ۹  |
| ۰۱/۰۲     | کاسکاول       | ۱           | ۲۵           | ۱۳ |
| ۰۲/۰۳     | ویتوریا       | ۱           | ۰            | ۰  |
| ۰۳/۰۴     | گیل ویسنته    | ۱           | ۱۵           | ۷  |
| ۰۴/۰۵     | گیل ویسنته    | ۱           | ۲۱           | ۴  |
| ۰۵/۰۶     | بلنسس         | ۱           | ۱۱           | ۳  |
| ۰۵/۰۶     | بلنسس         | ۱           | ۲۹           | ۴  |
| ۰۶/۰۷     | فولاد خوزستان | ۱           | ۱۰           | ۴  |
| ۰۷/۰۸     | فولاد خوزستان | ۲           | ۲۵           | ۱۰ |
| ۰۷/۰۸     | استقلال       | ۱           | ۱۵           | ۴  |

## عملکرد در لیگ برتر
آخرین بروزرسانی ۲۵ ژوئیه ۲۰۱۲
| باشگاهی | باشگاهی | باشگاهی       | لیگ  | لیگ                             | جام      | جام      | قاره | قاره | مجموع | مجموع |
| فصل     | باشگاه  | لیگ           | بازی | گل                              | بازی     | گل       | بازی | گل‌   | بازی  | گل‌    |
| ایران   | ایران   | ایران         | لیگ  | لیگ                             | جام حذفی | جام حذفی | آسیا | آسیا | مجموع | مجموع |
| ------- | ------- | ------------- | ---- | ------------------------------- | -------- | -------- | ---- | ---- | ----- | ----- |
| ۲۰۰۶–۰۷ | فولاد   | لیگ خلیج فارس | ۱۰   | ۴                               | ۰        | ۰        | -    | -    | ۱۰    | ۴     |
| ۲۰۰۷–۰۸ | فولاد   | لیگ آزادگان   | ۲۵   | ۴                               |          |          | -    | -    |       |       |
| ۲۰۰۸–۰۹ | استقلال | لیگ خلیج فارس | ۲۵   | ۴                               | ۱        | ۰        | ۵    | ۰    | ۳۱    | ۰     |
| ۲۰۰۹–۱۰ | استقلال | لیگ خلیج فارس | ۲۹   | ۱                               | ۱        | ۱        | ۷    | ۰    | ۳۷    | ۴     |
| ۲۰۱۰–۱۱ | سپاهان  | لیگ خلیج فارس | ۲۲   | ۱                               | ۴        | ۰        | ۸    | ۲    | ۳۴    | ۳     |
| ۲۰۱۱–۱۲ | سپاهان  | لیگ خلیج فارس | ۲۹   | ۵                               | ۰        | ۰        | ۷    | ۰    | ۳۶    | ۵     |
| ۲۰۱۲–۱۳ | استقلال | لیگ خلیج فارس | ۱۰   | ۱                               | ۰        | ۰        | ۰    | ۰    | ۱۰    | ۱     |
| مجموع   | ایران   | ایران         | ۱۳۵  | ۲۱\|\|\|\|\|\|۲۴\|\|۲\|\|\|\|   |          |          |      |      |       |       |
| کل دوره | کل دوره | کل دوره       | ۱۳۵  | ۲۱\|\|\|\|\|\|۲۴\|\|۲\|\|\|\|\| |          |          |      |      |       |       |

- پاس گل‌ها

| فصل   | تیم     | پاس گل |
| ----- | ------- | ------ |
| ۰۸–۰۹ | استقلال | ۱۵     |
| ۰۹–۱۰ | استقلال | ۱۵     |
| ۱۲–۱۳ | استقلال | ۱۵     |
| ۰۶–۰۷ | فولاد   | ۱۱     |
| ۰۷–۰۸ | فولاد   | ۱۱     |
| ۱۰–۱۱ | سپاهان  | ۵      |
| ۱۱–۱۲ | سپاهان  | ۵      |

## افتخارات
- لیگ برتر

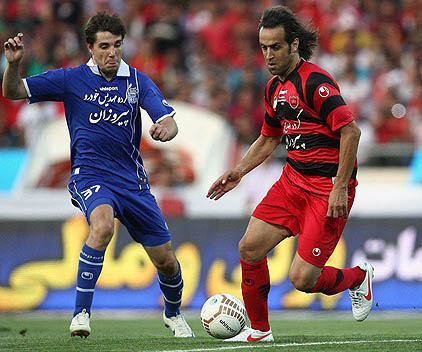
فابیو جانواریو و علی کریمی / استقلال ۰ - پرسپولیس ۰ / شهریور ۱۳۹۱

- قهرمانی در لیگ برتر فوتبال ایران ۸۸-۸۷ به همراه تیم استقلال تهران
- قهرمانی در لیگ برتر فوتبال ایران ۹۰-۸۹ به همراه تیم سپاهان اصفهان
- قهرمانی در لیگ برتر فوتبال ایران ۹۱-۹۰ به همراه تیم سپاهان اصفهان